# Wyssokoje (Gluschkowo)
Wyssokoje (russisch Высокое) ist ein Dorf (selo) in der Oblast Kursk in Russland. Es gehört zum Rajon Gluschkowo und zur Landgemeinde (selskoje posselenije) Nischnemordokski selsowjet.

## Geographie
Der Ort liegt gut 107 km Luftlinie südwestlich des Oblastverwaltungszentrums Kursk im südwestlichen Teil der Mittelrussischen Platte, 10,5 km nordöstlich des Rajonverwaltungszentrums Gluschkowo, 4 km vom Sitz des Dorfsowjet – Nischni Mordok, 17,5 km von der Grenze zwischen Russland und der Ukraine.

### Klima
Das Klima im Ort ist wie im Rest des Rajons kalt und gemäßigt. Es gibt während des Jahres eine erhebliche Niederschlagsmenge. Dfb lautet die Klassifikation des Klimas nach Köppen und Geiger.

## Bevölkerungsentwicklung
| Jahr | Einwohner |
| ---- | --------- |
| 2002 | 205       |
| 2010 | ▼164      |

Anmerkung: Volkszählungsdaten

## Verkehr
Wyssokoje liegt 4,5 km von der Straße regionaler Bedeutung 38K-040 (Chomutowka – Rylsk – Gluschkowo – Tjotkino – Grenze zur Ukraine), 1 km von der Straße interkommunaler Bedeutung 38N-714 (38K-040 – Jurassowo), an der Straße 38N-712 (38K-040 – Wyssokoje) und 9,5 km von der nächsten Eisenbahnhaltestelle 344 km (Eisenbahnstrecke 322 km – Lgow-Kijewskij) entfernt.
Der Ort liegt 154 km vom internationalen Flughafen von Belgorod entfernt.